# Mirai Keisatsu Urashiman
Mirai Keisatsu Urashiman (яп. 未来警察ウラシマン Мирай Кэйсацу Урасиман, Урасиман: Полиция будущего) — японская манга, автором которой является Хирохиса Сода, а иллюстратором Нобору Акаси. Публиковалась издательством Akita Shoten. По мотивам манги студией Tatsunoko Productions был выпущен аниме-сериал, который транслировался по телеканалу Fuji TV с 9 января по 24 декабря 1983 года. Американская компания Saban Entertainment планировала выпустить серии в США под названием Rockin' Cops, но не осуществила свой план, также планировалось создать фильм-адаптацию, но проект отложен на неопределённое время. Сериал транслировался на территории Франции, Италии и Германии. В 2006 году показывался по каналу СТС.

## Сюжет
Сюжет разворачивается в 1983 году. Молодой парень Рико ночью во время шторма вместе с котом спасается от преследования полиции и попадает в центр циклона, и из-за временно-пространственного искажения попадает в 2050 год. В будущем его начинает преследовать преступная мафия «Некрим» во главе с Людовичем. Под новым именем Рю Урасима парень решает бороться против преступников и присоединяется к полиции. Ему будут помогать монахиня София и офицер Клауд. Также за Рю будет следовать его кот, как единственное, что осталось от потерянного прошлого.

## Роли озвучивали
- Мититака Кобаяси — Рю Урасима
- Акира Камия — Клод
- Кэйко Ёкодзава — София
- Тору Охира — Инспектор Гондо
- Масако Кацуки — Мия
- Канэто Сиодзава — Людвиг
- Маюми Танака — Джитанда
- Тэссё Гэнда — Стингер Вольф
- Харуко Китахама — Марлен
- Эйдзи Маруяма — Генералиссимус Фуллер